# Baksis

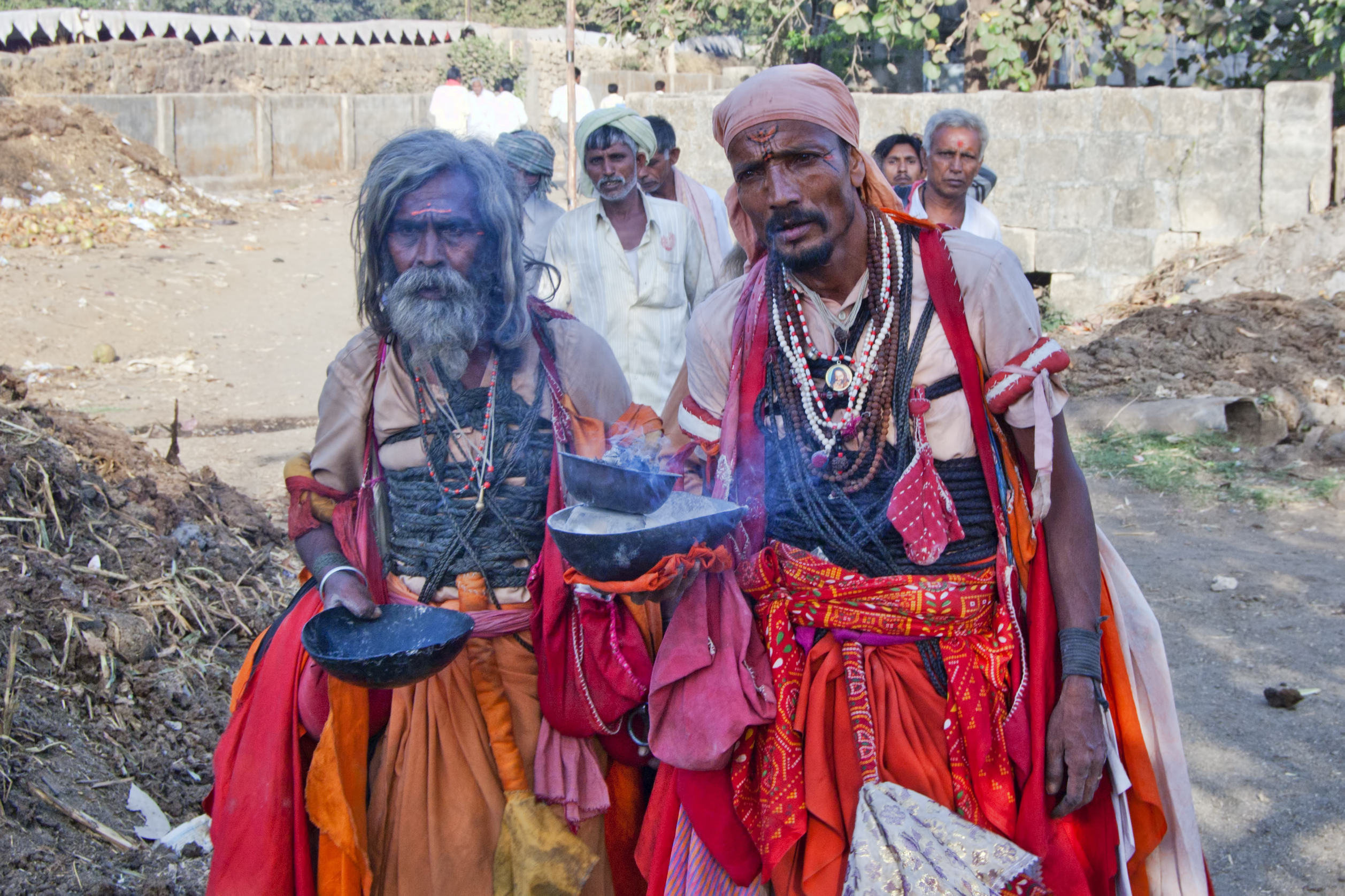
Baksist kérők (India, 2010)

A baksis a Közel-Keleten egyszerre jelenti az adományozást, a jutalmat és a lefizetést, megvesztegetést is.
A legtöbb közel-keleti államban bármilyen szolgáltatást veszünk igénybe, elvárják, hogy baksist fizessünk, akkor is, ha például a lejárt személyi igazolványunkat szeretnénk megújítani, vagy mondjuk vízumot kérünk a repülőtéren.
A kifejezés a perzsa bakshish (بخشش) szóból ered, ami ajándékot jelent, és a kereskedelem segítségével terjedt el.